# Informe Hope Simpson

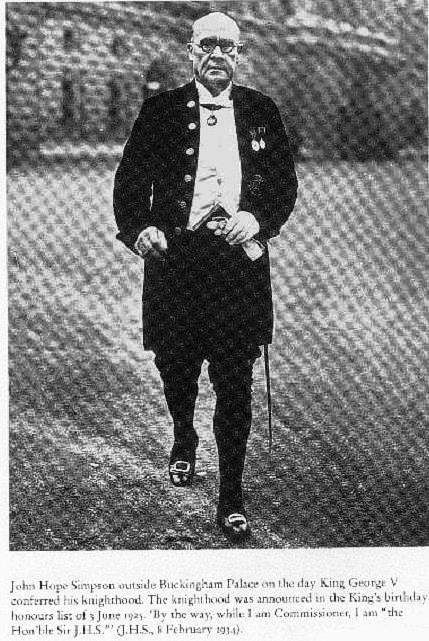
John Hope Simpson

El  Informe de inmigración, asentamientos y desarrollo, comúnmente llamado como La investigación Hope Simpson o el Informe Hope Simpson, fue una comisión británica dirigida por John Hope Simpson, creada durante agosto de 1929 para investigar los asuntos de inmigración, asentamientos y desarrollo en el Mandato británico de Palestina, tal como recomendó la comisión Shaw Commission, tras los generalizados Disturbios de Palestina de 1929.
El informe fue fechado el 1 de octubre de 1930, pero no se publicó hasta el 21 de octubre. El informe recomendó limitar la inmigración judía fundamentándose en la capacidad de absorción de la economía de Palestina. El Libro Blanco de Passfield también fue fechado el 1 de octubre de 1930 y recomendaba una limitación similar de la inmigración judía. 

## Asentamientos y empleo
La intención de la comisión de Hope Simpson era asociar los asuntos de inmigración, asentamientos y desarrollo cultural; de forma que permitiera al gobierno desplegar políticas que sirvieran para todo el país en conjunto. El informe empatizaba la necesidad de desarrollar un régimen hidráulico nacional como, base para el sistema que deseaba crear. Apoyándose en el asesoramiento y experiencia colonial en otros lugares, el gobierno estableció después una directiva hidráulica y trazó las líneas de su primer proyecto de irrigación.

La comisión informó del crecimiento de precios de los inmuebles y de su accesibilidad para los árabes:

"Ellos [los judíos] pagaron altos precios por las tierra, además pagaron a ciertos ocupantes de esas tierras una considerable cantidad de dinero que no estaban legalmente obligados a pagar". 

(p. 56:) "En realidad el resultado de la adquisición de tierras en Palestina por la Fundación Nacional Judía, ha sido que el terreno se ha convertido en extraterritorial. Ha dejado de ser la tierra de la que los árabes pueden sacar cualquier provecho, ya sea ahora o en cualquier momento futuro. No solo no tienen esperanza de arrendarla o cultivarla, sino que las condiciones del Fondo Nacional Judía para arrendarlas son tan estrictas que están privados para siempre del trabajo en la tierra".

Concluyó que los temores árabes del impacto destructivo de la colonización sionista tenían fundamento, y por ello solicitaba el control de:
(p. 135:) "Es imposible ver con ecuanimidad la extensión de un enclave palestino del cual se han excluido a los árabes. La población árabe ya considera la transferencia de tierras a los sionistas con angustia y alarma. Estos no pueden ser descartados como sin fundamento a la luz de la política sionista descrita anteriormente". 

Hope Simpson enfatizó que debido a la política laboral sionista, extendida a todas las empresas judías, los campesinos árabes desplazados no podían encontrar un empleo no agrícola, convirtiendo el problema del desempleo entre los árabes en "serio y extenso": 

"No puede haber duda de que existe actualmente un grave desempleo entre los artesanos y obreros árabes".

"El desempleo árabe es serio y general".
La afirmación sionista de que los trabajadores árabes se beneficiaron de la inmigración judía fue por tanto refutada por el informe:

(p.133:) "La política de la Federación del Trabajo Judío tiene éxito en impedir el empleo de árabes en las colonias y empresas judías de todo tipo. Por lo tanto, no se espera ninguna mejora del problema, debido a la extensión de empresas judías, a menos que se abandone la practica existente".

El informe también mencionó la situación hipotética de "listas de desempleo hinchadas":
"El desempleo árabe es susceptible de ser usado como un peón político. Los políticos árabes son suficientemente inteligentes para darse cuenta inmediatamente de que podría ser un método de bloquear esa inmigración [judía] a la que son radicalmente reacios. Pueden intentar y probablemente lo harán, incrementar las listas de árabes desempleados, con nombres que no debieran estar allí, o quizás asegurar asegurarse de registrar un individuo desempleado en los libros de más de un registro. No debería resultar difícil evitar esta maniobra". 

## Inmigración
El informe reconoce la inmigración ilegal de árabes y judíos por las fronteras del mandato:

El Oficial Jefe de Inmigración notificó que la inmigración ilegal por Siria y por la frontera norte de Palestina es real. Este problema ya ha sido discutido. Podría resultar difícil asegurase contra esta inmigración ilegal, pero  deben tomarse las medidas para ello, si es adoptada la política sugerida, así como prevenir el incremento indebido de las listas por inmigrantes de Transjordania". 

"Disuasión de la entrada ilegal. Como tratamiento de tales inmigrantes [ilegales], cuando sean descubiertos, la norma debe ser que sean devueltos al instante al país del que vinieron. La norma puede posiblemente ser dura en casos individuales, pero a menos que se comprenda que la detección es inevitablemente seguida por la expulsión, la práctica no cesará. Es probable que cese completamente tan pronto se vea que la norma es puesta en aplicación.
El caso del 'falso viajero' que viene con un permiso para un tiempo limitado y continúa en Palestina tras expirar el permiso es más difícil. Donde el caso es flagrante, el recurso debe ciertamente ser la expulsión. En caso de no especial flagrancia, y donde no hay especial objeción al individuo, es probablemente suficiente con mantener la actual práctica, bajo la cual es descontado del registro de trabajadores, aunque este método es en parte injusto con la inmigración judía fuera del país, cuyo lugar es ocupada por el viajero referido".

En su conclusión, dijo: 

"En este informe se han examinado los asuntos de asentamientos, desarrollo e inmigración, de forma que es evidente que la cuestión de inmigración depende de las acciones tomadas respecto a los dos primeros".

## Reacciones al informe
Los representantes judíos argumentaron que el informe Hope Simpson ignoró la capacidad de crecimiento industrial, y que el crecimiento económico beneficiaría a ambos, judíos y árabes.